# Maxillaria fuerstenbergiana
Maxillaria fuerstenbergiana är en orkidéart som beskrevs av Rudolf Schlechter. Maxillaria fuerstenbergiana ingår i släktet Maxillaria och familjen orkidéer. Inga underarter finns listade i Catalogue of Life.